# Bergenbuurt
De Bergenbuurt is een buurt in de Zuid-Hollandse gemeente Capelle aan den IJssel, en maakt deel uit van de wijk Oostgaarde.
De bebouwing bestaat uit bloemvormige appartementcomplexen met een open binnenplein naar een ontwerp van architect Benno Stegeman. Elk appartementencomplex bestaat uit vierenzestig eenheden. De buitenrand van de woningen zijn tuingebonden aangelegd. De binnenrand van de woningen werd eveneens in het groen aangesloten in de vorm van 'hangende tuinen'. Parkeren vindt overdekt plaats op de begane grond.
Met de bouw van de Bergenbuurt werd in 1974 begonnen. De eerste paal werd op 12 december 1974 geslagen door prins Claus. In 2001 tot 2003 heeft een grondige renovatie plaatsgevonden.
Het college van Capelle aan den IJssel heeft in november 2009 besloten de Bergenbuurt aan te wijzen als beschermd gemeentelijk dorpsgezicht.